# Auto Avio Costruzioni
Auto Avio Costruzioni (AAC) è stata una casa automobilistica italiana, fondata da Enzo Ferrari nel 1940 a Modena, considerata la diretta progenitrice del prestigioso marchio Ferrari, nato invece nel 1947.

## Storia
Dopo aver trascorso quasi 20 anni all'Alfa Romeo, Enzo Ferrari abbandonò nel 1939 la Casa del Portello, a causa di forti contrasti con il nuovo direttore tecnico Wifredo Ricart.
In tale occasione Ferrari firmò un accordo, che gli impediva di intraprendere qualsiasi tipo di attività agonistica con il marchio della Scuderia per 5 anni; ma, grazie al denaro incassato come liquidazione dall'Alfa Romeo, fondò a Modena il 1º settembre 1939 una nuova società, denominata Auto Avio Costruzioni.
Con tale marchio Ferrari realizzò l'anno successivo, per la Mille Miglia, un'autovettura, denominata Auto Avio Costruzioni 815 (o Tipo 815).
L'oggetto sociale della Auto Avio era la costruzione di rettificatrici e parti di velivoli, ma ben presto essa si dedicò anche al comparto automobilistico.
Da questa casa uscirono 2 autovetture spyder, costruite con materiale Fiat; infatti sia il telaio, sia il motore (un 8 cilindri in linea di 1946 cm³, derivato dalla Fiat 508C 1100) erano della casa torinese.
La carrozzeria Touring, di Milano, realizzò le linee morbide e filanti delle 2 biposto, denominate Auto Avio 815, che, il 28 aprile 1940, presero il via al I Gran Premio di Brescia (XIII edizione della Mille Miglia), con al volante due equipaggi formati da Rangoni-Nardi e Ascari-Minozzi, cugino e già pilota Alfa Romeo; questi ultimi dominarono la categoria sport fino a 1500 cm³, ma dovettero ritirarsi a causa di un cedimento del motore; Rangoni invece si ritirò a causa della rottura della trasmissione. Delle due vetture, una sola è stata ritrovata e restaurata, ed è quella appartenuta ad Ascari; il proprietario la espone spesso al Museo Enzo Ferrari di Modena.
L'applicazione del nome Ferrari, in unione con il marchio di fabbrica, avvenne nuovamente nel 1943, in concomitanza con il trasferimento delle attività nei nuovi stabilimenti di Maranello.
Il nome Auto Avio Costruzioni rimase però attivo fino al 1957, quando cambiò in Auto Costruzioni Ferrari; successivamente, nel 1960, avvenne la trasformazione in Società per azioni, con la nuova denominazione SEFAC, acronimo di Società Esercizio Fabbriche Automobili e Corse. Di questa denominazione esisteva anche una trasposizione non ufficiale, effettuata dagli appassionati, che leggeva "SEFAC" come "Sempre Enzo Ferrari Anche Cambiando" oppure "Sempre Enzo Ferrari A Comandare".